# Ludvík Frejka

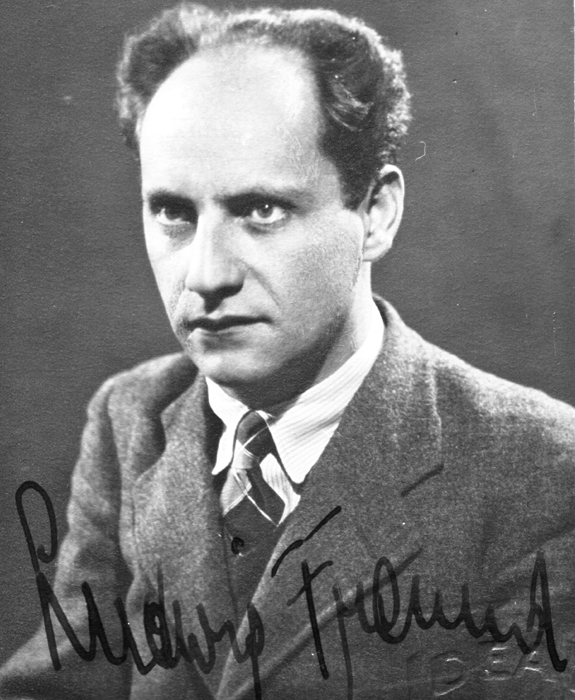
Ludwig Freund (1938)

Ludvík Frejka (* 15. Januar 1904 in Reichenberg, Böhmen; † 3. Dezember 1952 in Prag), bis 1945 Ludwig Freund, war ein kommunistischer, tschechoslowakischer Politiker und Opfer des Stalinismus.
Der als Ludwig Freund geborene Deutschböhme jüdischer Herkunft nahm nach dem Kriegsende im Juni 1945 änderte seinen Namen offiziell auf Ludvík Frejka.

## Leben
Ludwig Freund entstammte einer deutschsprachigen jüdischen Familie, sein Vater war Arzt, seine Eltern wurden als Häftlinge im Ghetto Theresienstadt Opfer des Holocaust. Von 1923 bis 1927 studierte er Nationalökonomie in Berlin und London. Als Mitglied der KPD leitete er die Kommunistische Studentenfraktion (Kostufra) an der Technischen Hochschule Berlin-Charlottenburg. Während seiner Studentenzeit in Berlin war Freund eng mit Johannes R. Becher befreundet
Seit 1923 war er Mitglied der Kommunistischen Partei der Tschechoslowakei (KSČ) und leitete von 1927 bis 1929 die Volkswirtschaftliche Abteilung beim ZK der KSČ. Ab dem 5. Parteitag 1929 war er Anhänger der linken Fraktion unter Klement Gottwald. Von 1927 bis 1930 wirkte er als Kreissekretär der Partei in Nordböhmen und war von 1935 bis 1938 Redakteur bei der deutschsprachigen KPD-Zeitung Die Rote Fahne. Nach der Besetzung der Tschechoslowakei verbrachte er die Jahre 1939 bis 1945 in Großbritannien, wo er 1940/41 als enemy alien interniert wurde. Von 1941 bis 1945 war er wirtschaftlicher Berater der tschechoslowakischen Exilregierung. Er wandte sich im August 1942 im Namen der sudetendeutschen Kommunisten gegen tschechoslowakische Pläne zur Aussiedlung der Deutschen aus der ČSR.
Nach seiner Rückkehr in die Tschechoslowakei war Frejka, wie er sich nunmehr nannte, von 1945 bis 1952 wirtschaftlicher Berater des Präsidenten der Tschechoslowakischen Republik und galt als der führende Nationalökonom der KSČ. Er hatte entscheidenden Anteil am Zweijahresplan 1947/48 und am ersten Fünfjahresplan 1949–53.
Ludvík Frejka wurde 1952 in Zusammenhang mit der Fieldaffäre und dem Slánský-Prozess verhaftet, in einem Schauprozess vor dem neu errichteten Staatsgericht zum Tode verurteilt und hingerichtet. 1963 wurde er juristisch und politisch rehabilitiert. 1968 wurde er „in memoriam“ mit dem Orden der Republik geehrt.

## Familie
Freund heiratete 1928 in Berlin die 1906 geborene Helena Sachs. Sie hatten den 1932 geborenen Sohn Tomáš Frejka. 
Freijka war seit 1946 mit der deutschen Schauspielerin Elsbeth Warnholtz (tschechischer Name Alžběta Frejková) verheiratet, die gemeinsame Tochter ist die 1945 geborene Schauspielerin Hana Frejková.

## Schriften (Auswahl)
- D-Day in der Slowakei: eine Minute nach Zwoelf fuer die Deutschen aus der ČSR. London : Einheit, 1944
- 25.1948 únor v československém hospodářství. Prag, 1949
- O ekonomii kapitalismu a socialismu. Prag : Svoboda, 1951